# Bunge (entreprise)
Pour les articles homonymes, voir Bunge.
Bunge est une multinationale américaine du domaine de l'agro-industrie et du négoce de matières premières. Elle fait partie des « ABCD », c'est-à-dire des quatre plus grosses entreprises de négoce au monde : les trois autres sont Cargill, Archer Daniels Midland et le Groupe Louis-Dreyfus.

## Histoire
En 2003, Bunge reprend le groupe Cereol, issu du démantèlement d'Eridania Béghin-Say.
En 2009, Bunge acquiert Usina Moema Participacoes, une société brésilienne présente dans la canne à sucre et l'éthanol, pour 416 millions de dollars, faisant plus que doubler sa présence dans ce secteur au Brésil.
En septembre 2017, Bunge annonce l'acquisition d'une participation de 70 % dans IOI Corp, une entreprise malaisienne spécialisée dans l'huile de palme, pour 946 millions de dollars.
En juin 2023, Bunge annonce la fusion de ses activités avec Viterra, les actionnaires de Viterra recevront 30 % du nouvel ensemble, participation ayant une valeur de 6,2 milliards de dollars, et un paiement en numéraire de 2 milliards de dollars.

## Activités
Bunge est un important vendeur de soja destiné à l'alimentation animale dans le monde, le premier en Europe ; le soja en question est en grande partie issu de la déforestation au Brésil.
Bunge est accusé de contribuer à la destruction de la forêt amazonienne dans le plus grand pays d'Amérique latine. 